# Ricardo Severo
Ricardo Severo da Fonseca e Costa (Lisbona, 6 novembre 1869 – San Paolo, 3 aprile 1940) è stato un architetto, ingegnere e archeologo portoghese naturalizzato brasiliano.
Ebbe un ruolo importante nella nascita dell'architettura neocoloniale in Brasile.

## Biografia
Era figlio di José António da Fonseca e Costa, commerciante in Angola, e di Mariana da Cruz da Fonseca e Costa. 
Si laureò in ingegneria civile delle opere pubbliche nel 1890 e ingegneria mineraria nel 1891, all'Accademia Politecnica di Porto.
Partecipò alla fondazione della Società Carlos Ribeiro, attiva fra il 1887 e il 1898, e alla Revista de Ciências Naturais e Sociais, che uscì dal 1890 al 1898. La Società, ispirata dall'archeologo e geologo Carlos Ribeiro (1813-1882), enfatizzava l'identità etnica nazionale portoghese, tema centrale delle ricerche archeologiche che Severo sviluppò nella Società e sulla rivista Portugália: Materiais para o Estudo do Povo Português (1899-1908), di cui fu fondatore, editore e direttore.
Quando, il 31 gennaio 1891, ebbe inizio la rivolta repubblicana a Porto, Ricardo Severo ebbe un ruolo attivo. Con la caduta dell'insurrezione, dovette probabilmente abbandonare il Portogallo per sfuggire alle conseguenze, si trasferì allora in Brasile, stabilendosi a San Paolo. Qui nel 1892 scrisse un articolo sul Museo Sertório, e conobbe in questo modo Ramos de Azevedo (1851-1928), che gli offrì lavoro nel suo studio. 
Nel 1893 sposò Francisca Santos Dumont, sorella dell'inventore Alberto Santos Dumont e figlia di un magnate del caffè, Henrique Dumont. Dal matrimonio nacquero otto figli, quattro in Portogallo e quattro in Brasile. 
Verso la fine del XIX secolo tornò in Portogallo, ove riprese l'attività di archeologo, alla testa di Portugália. 
Nel 1908, in un periodo di difficoltà economiche dovette nuovamente emigrare in Brasile. Al contrario di ciò che aveva fatto in Portogallo, ove si era dedicato quasi esclusivamente all'archeologia, in Brasile intraprese nuove attività. Socio nello studio di Ramos de Azevedo, collaborò anche alla Companhia Iniciadora Predial, e alla Companhia Cerâmica Vila Prudente. Del Liceo di arti e mestieri di San Paolo diventerà direttore dal 1928 al 1940; nel 1934 scrisse un libro sulla storia di quest'istituto.
Concepì la rivista Portuguesa che diresse dal 1930 al 1937. Si occupava di scienze, arti, architettura, commercio e della colonia portoghese di San Paolo, di cui Ricardo Severo era un esponente molto in vista.
Entrò a far parte dell'Istituto storico e geografico di San Paolo, nel 1911, e contribuì alla nascita della Revista do Brasil. In due importanti conferenze, l'"Arte Tradizionale in Brasile: la Casa e il Tempio", del 1914, e l'"Arte Tradizionale nel Brasile", del 1916, gettò le basi per lo stile neocoloniale, termine che però Severo rifiutava.
Come architetto fu autore di un grande numero di edifici in Brasile.
Ricevette omaggi dalla colonia portoghese di Rio, in occasione del 41º anniversario della rivolta di Porto nel 1932, e dall'Academia Paulista de Letras, in occasione del centenario della nascita. In entrambe le circostanze fu presentata una monografia su di lui, rispettivamente Homenagem a Ricardo Severo e Homenagem a Ricardo Severo: Centenário do Seu Nascimento 1869-1969.

## Opere principali
- 1916 - Dimora di Júlio de Mesquita, in stile tradizionale
- 1916 - Palazzetto Numa de Oliveira
- 1920/1924 - Casa Lusa
- 1921 - Casa Praiana, a Guarujá
- 1922/1923 - Costruzione del Padiglione delle Industrie Portoghesi all'Esposizione Internazionale del Centenario dell'Indipendenza, progettato dagli architetti portoghesi Carlos e Guilherme Rebelo de Andrade [1]
- 1926 - Beneficência Portuguesa a Campinas
- 1926 - Edificio del Banco Português
- 1926 - Sede della Sociedade de Cultura Artística di San Paolo, non costruito
- 1926 - Casa José Moreira, a Rio de Janeiro
- 1926 - Beneficência Portuguesa a Santos

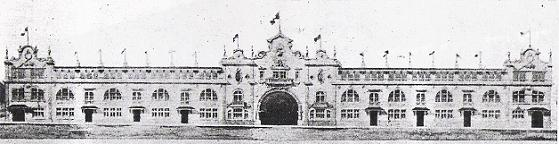
Facciata dell'Estádio de São Januário, 1927

- 1926 - Estádio de São Januário, a Rio de Janeiro[2]
- 1929 - Restauro della Chiesa del Terz'ordine carmelitano di San Paolo
- 1932 - Facoltà di diritto di San Paolo